# Microsoft PowerToys
Microsoft PowerToys er en samling af program-værktøjer fra Microsoft, for rutinerede brugere, som er udviklet til at fungere sammen med Windows styresystemer.
Programmerne er ikke integreret i Windows, grundet senere frigivelse end relevante Windows styresystemer.
Der findes ikke teknisk hjælp i forbindelse med PowerToys-programmerne fra Microsoft, og de gennemgår ikke samme strenge testprocedurer som Microsofts styresystemer og Office-progammer. 

## Ekstern henvisning
- Microsoft PowerToys for Windows XP